# Dora Riparia

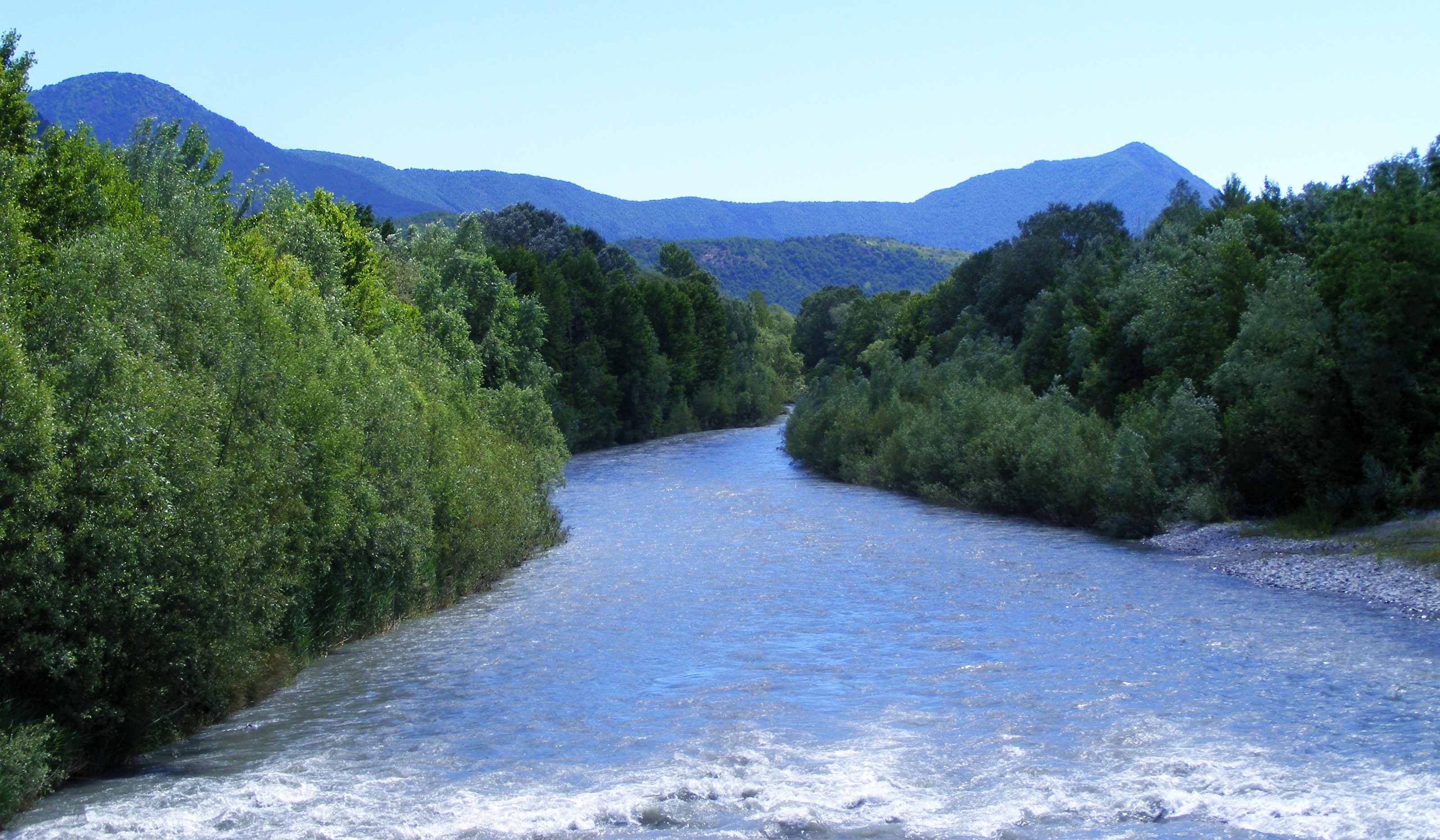

Dora Riparia är en 125 kilometer lång flod i storstadsregionen Turin i Italien samt i angränsande delar av Frankrike.
Floden har sin källa i Kottiska alperna och den rinner i början åt nordost och efter staden Susa åt ost. Den mynnar i Turins nordöstra del i floden Po. I flodens dalgång etablerades järnvägslinjen Mont Cenis banan och en väg till den franska kommunen Montgenèvre.